# Joseph Reubens
Joseph Edmond Marie Reubens (Brugge, 25 april 1881 - 17 oktober 1966) was een Belgisch beeldhouwer.

## Levensloop
Joseph Reubens was de oudste van de vijf kinderen van wijnhandelaar Edmond Reubens (1850-1891) en van Adelaïde Moureaux (1853-1923).
Na de lagere Sint-Jozefschool in de Zilverstraat volgde hij middelbaar onderwijs aan het Sint-Lodewijkscollege. Hij onderbrak de humaniora om vanaf zijn zeventiende de lessen te volgen in de Brugse Kunstacademie. Hij volgde er de lessen van Edmond Van Hove, Emile Rommelaere, Louis Delacenserie en Gustaaf Pickery. In 1903 werden zijn studies bekroond met een eerste prijs. Daarop ging hij zich verder in het beeldhouwen bekwamen in het Brugse atelier van Jozef Goossens en in het Luikse atelier van Boulanger.
In november 1914 vluchtte hij naar Nederland en vandaar naar Engeland. Hij trad in dienst van William-Humphrey Page (1848-1925) en zijn echtgenote Alice-Emily (1856-1930), die hem de weg openden naar het verkrijgen van bestellingen. Na de oorlog kwam hij naar Brugge terug, maar reisde regelmatig naar Engeland, om er werk af te leveren of opdrachten ter plekke te begeleiden.
Reubens bewerkte witsteen, marmer, brons en verschillende houtsoorten.

## Opdrachten in Engeland
Onder zijn werken zijn te vermelden:
- St. Walburg Church, Preston: groot altaar ter nagedachtenis van de gesneuvelden.
- St. Walburg Church, Preston: grote troon met baldakijn voor Mariabeeld.
- Kerk van Sale bij Manchester: hoogaltaar in marmer met tabernakel, zijaltaren, communiebanken, koorzetels.
- Kerk in Aldringham: 3 koorzetels.
- Kerk van Hyde: communiebank.
- Kerk van Duckingfield: communiebank.
- Kerk van Garstang: communiebank, preekstoel, koorzetels.
- Stonyhurst College: grote orgelkast en baldakijnen voor beelden.
- Kerk van Gravesend: hoogaltaar.
- St. Thomas Church Canterbury: preekstoel.
- Kerk van Latchford: preekstoel.
- Kerk van Broom bij Durham: twee communiebanken.
- Workinghton: baldakijnen.
- Preston College: houten beeld van de heilige Aloysius.
- Sacred Heart Church Blackpool: tabernakel, baldakijnen, koorzetels, zijaltaren, afsluitingen.
- Kerk van Warrington: preekstoel.
- Kerk van Port St. Mary, Isle of Man: hoogaltaar, zijaltaren, communiebank.
- Klooster Sisters of Mary, Liverpool: hoogaltaar.

Reubens leverde ook tal van gedenkplaten voor gesneuvelden van de Eerste Wereldoorlog.

## Opdrachten in West-Vlaanderen
Vanaf 1919 woonde hij in de Katelijnestraat en had hij een atelier in de Stoofstraat in Brugge en van het jaar daarop in de Nieuwe Gentweg. Hij werkte er tot in 1940 en had er tot tien medewerkers in dienst. In de periode van wederopbouw na de Eerste Wereldoorlog wijdde hij zich bijna uitsluitend, naast zijn werk in Engeland, aan opdrachten in West-Vlaanderen. Zijn te vermelden:
- Burgerschool Roeselare: hoogaltaar en zijaltaren.
- Bank Crédit Liégeois, Brugge: sculpturen op de gevel en in het gebouw.
- Kerk van Beveren bij Roeselare: hoogaltaar in wit marmer, zijaltaren, tabernakel, beeld van Maria Middelares.
- Kerk van Zandvoorde bij Ieper: hoogaltaar, zijaltaren, communiebank, doopvont, preekstoel.
- Kerk van Hollebeke bij Ieper: hoogaltaar.
- Kerk van Nieuwpoort-Bad: zijaltaar, communiebank en preekstoel in marmer.
- Kerk van Ramskapelle: hoogaltaar en zijaltaren.
- Kerk van Westende dorp: hoogaltaar, zijaltaren, predikstoel, communiebank, doopvont, tabernakel, biechtstoelen.
- Kerk van Westende-Bad: hoogaltaar, tabernakel, preekstoel, communiebank.
- Kerk van Geluwe bij Menen: hoogaltaar en zijaltaren.
- Kerk van Moorsele: doopvont.
- Klooster van de jozefienen in Oostende: hoogaltaar, tabernakel en kandelaars.
- Kerk van Lichtervelde: hoogaltaar met tabernakel, zijaltaren, beeld van Onze-Lieve-Vrouw, beeld van het Heilig Hart.
- Kerk van Ver-Assebroek: herstellen Onze-Lieve-Vrouwaltaar.
- Kerk van Varsenare: gedenkzuil voor de gesneuvelden, met beeld van de heilige Mauritius.
- Voetbalclub Cercle Brugge: gedenkteken.
- Sint-Jakobskerk (Brugge): gedenkplaat.
- Onze-Lieve-Vrouwekerk Brugge: gedenkplaat.
- Belfort van Brugge: twee nissen met beelden aan weerszijden van het balkon.
- Cordoeaniersstraat 10-12: Mariabeeld in Lodewijk XVI-stijl.
- Korte Vuldersstraat: Beeld in witsteen van Maria met kind.

Van 1921 tot 1946 zette hij zich in als bibliothecaris in de Kunstacademie.
Hij was 43 toen hij in 1924 trouwde met Marie Cousyn (1882-1975) en ze kregen een dochter.